# Eumeta wallacei
Eumeta wallacei är en fjärilsart som beskrevs av Swinhoe 1892. Eumeta wallacei ingår i släktet Eumeta och familjen säckspinnare. Inga underarter finns listade i Catalogue of Life.